# كارا سايمور
كارا سايمور (بالإنجليزية: Cara Seymour)‏ وهي ممثلة إنكليزية في المسرح و الشاشة ولدت في 1 يناير 1964 في إسكس في إنجلترا، ظهرت في عدة عروض تمثيلية منها فلم المجنون الأمريكي وادابتايشن. كما ظهرت في المسرح في نيويورك في الولايات المتحدة في مهرجان شكسبير.

## روابط خارجية
- كارا سايمور على موقع IMDb (الإنجليزية)
- كارا سايمور على موقع قاعدة بيانات الأفلام العربية
- كارا سايمور على موقع ألو سيني (الفرنسية)
- كارا سايمور على موقع أول موفي (الإنجليزية)
- كارا سايمور على موقع قاعدة بيانات برودواي على الإنترنت (الإنجليزية)
- كارا سايمور على موقع قاعدة بيانات الأفلام السويدية (السويدية)
- كارا سايمور على موقع قاعدة بيانات الفيلم (الإنجليزية)
- كارا سايمور على موقع كينوبويسك (الروسية)